# Adrian Hadley
Pas d'image ? Cliquez ici

a Compétitions nationales et continentales officielles uniquement.

b Matchs officiels uniquement.
Adrian Michael Hadley, né le 1er mars 1963 à Cardiff, est un joueur de rugby à XV international gallois évoluant au poste de trois quart aile.

## Biographie
Adrian Hadley joue en club avec le Cardiff RFC de 1982 à 1988. Il dispute son premier test match le 12 novembre 1983 contre l'équipe de Roumanie et son dernier test match contre l'équipe de France le 19 mars 1988. Hadley dispute les six matchs du pays de Galles lors de la coupe du monde 1987.

## Palmarès

### En club
- Vainqueur de la Coupe du pays de Galles en 1984, 1986 et 1987
- Finaliste de la Coupe du pays de Galles en 1985

### En sélection nationale
- Troisième de la Coupe du monde 1987

## Statistiques en équipe nationale
- 27 sélections
- 36 points (9 essais)
- Sélections par année : 1 en 1983, 4 en 1984, 3 en 1985, 6 en 1986, 9 en 1987, 4 en 1988, 2 en 1989
- Tournois des Cinq Nations disputés : 1984, 1985, 1986, 1987, 1988